# شنتشو 5
شنتشو 5 (بالصينية: 神舟五号) كانت أول رحلة فضاء بشرية تقوم بها الصين، أطلقت في 15 أكتوبر 2003. نجاح هذه الرحلة جعل الصين ثالث دول العالم في إرسال مواطنيها إلى الفضاء بتقنياتها الخاصة، بعد الاتحاد السوفيتي والولايات المتحدة.

## الطاقم
| المنصب | رائد الفضاء                    |
| ------ | ------------------------------ |
| قائد   | يانغ لي وي رحلة الفضاء الوحيدة |